# ایسی ناکاجیما فران
ایسی ناکاجیما فران (انگلیسی: Issey Nakajima-Farran؛ زادهٔ ۱۶ مهٔ ۱۹۸۴) بازیکن فوتبال اهل کانادا است.
از باشگاه‌هایی که در آن بازی کرده‌است می‌توان به وایله بلدکلوب، باشگاه فوتبال بریزبن رور، باشگاه فوتبال آلبیرکس نیگاتا، باشگاه فوتبال نورشلان، باشگاه فوتبال تورنتو، مونترال ایمپکت و باشگاه فوتبال آلبیرکس نیگاتا اشاره کرد.
وی همچنین در تیم‌های ملی فوتبال زیر ۲۱ سال سنگاپور و تیم ملی فوتبال کانادا بازی کرده‌است.